# M. K. Alagiri
M. K. Alagiri (tamoul : மு. க. அழகிரி, « mu. ka. aḻagiri », souvent retranscrit « M. K. Azhagiri »), né le 30 janvier 1951 à Chennai, est un homme politique indien du Tamil Nadu. 
Il siège de 2009 à 2014 à la Lok Sabha, la chambre basse du parlement fédéral indien, et était entre mai 2009 et mars 2013 ministre fédéral chargé des produits chimiques et des engrais.
Fils du leader du parti DMK et ancien chef du gouvernement (Chief Minister) du Tamil Nadu M. Karunanidhi, Alagiri est une figure prééminente de la vie politique tamoule. Il s'oppose à son frère M. K. Stalin pour prendre la succession de leur père à la tête du DMK.

## Famille
Né à Chennai le 30 janvier 1951, Alagiri est le second fils de Karunanidhi, le leader du parti DMK qui a occupé le poste de chef du gouvernement (Chief Minister) de l'état du Tamil Nadu à cinq reprises. Sa mère est la deuxième épouse de Karunanidhi, Dayalu. Son frère Stalin et sa demi-sœur Kanimozhi sont tous deux des politiciens de premier plan.
Marié le 10 décembre 1972, Alagiri a un fils, Dayanidhi et deux filles : Kayalvizhi et Anjugaselvi. 

## Vie publique
Alagiri et son frère Stalin se disputent depuis de longues années la succession de leur père à la tête du DMK, lutte qui tourne à l'avantage apparent de Stalin. En 1980, Karunanidhi expédie Alagiri à Madurai pour y reprendre la tête du journal Murasoli, organe officiel du DMK. Le champ est ainsi laissé libre pour Stalin, qui reste dans la capitale Chennai. Mais Alagiri prend ses marques à Madurai, qu'il transforme en un fief d'où il lance des attaques régulières contre son frère,.
Alagiri est à la tête de l'organisation du DMK dans le sud du Tamil Nadu lorsqu'en 2009 il se porte pour la première fois candidat aux élections législatives fédérales, dans la circonscription électorale de Madurai. Opposé principalement au candidat communiste du CPI(M) P. Mohan, il l'emporte facilement avec 54,48 % des suffrages exprimés, soit une avance de 140 985 voix. Le DMK faisant partie de l'alliance électorale UPA portée au pouvoir, Alagiri est nommé ministre chargé des Produits chimiques et des Engrais. Il démissionne en 2013 lorsque, pour marquer son désaccord sur le dossier sri lankais, le DMK retire son soutien au gouvernement de Manmohan Singh.

## Affaire Kiruttinan
En 2003, Alagiri est mis en cause avec douze autres personnes dans l'enquête sur l'assassinat de l'ancien ministre du DMK Tha. Kiruttinan. D'importants témoins étant revenus sur leurs dépositions, les treize accusés sont acquittés par le tribunal de Chittoor le 8 mars 2008.